# Neterikare
Neterikare eller Netjerikare och även Netjerikare Siptah var en farao som levde på 2300-talet f. Kr. under Egyptens åttonde dynasti i första mellantiden och är endast känd från Abydoslistan. Ett fragment av Turinpapyrusen som placerades i slutet på 6:e dynastin tolkades länge att innehålla namnet på en drottning vid namn Nitokris (Neitikerti i hieroglyfer). Men mikroskopisk analys av fragmentet tyder på att det blivit felplacerat under rekonstruktionen och att namnet i själva verket var en feltolkning av det manliga regentnamnet Neterikare Saptah. 
Feltolkningen grundade sig på att Manetho beskrev en drottning Nitokris i slutet på sjätte dynastin som "den vackraste kvinnan i hennes tid, med ljus hy". Herodotos beskrev en drottning Nitokris som hämnades sin kungliga brors mord och sedan begick självmord. Eftersom båda drottningarna hette Nitokris så sammankopplades historierna med namnet Neitikerti på Turinpapyrusen, eftersom ingen annan förklaring fanns tillgänglig för tillfället.